# Cricotopus flavocinctus
Cricotopus flavocinctus är en insektsart som först beskrevs av Flavocinctus 1924. Cricotopus flavocinctus ingår i släktet Cricotopus, och familjen fjädermyggor. Arten är reproducerande i Sverige. Inga underarter finns listade i Catalogue of Life.